# Section de Chalier
La section de Chalier était, sous la Révolution française, une section révolutionnaire parisienne.

## Représentants
Elle était représentée à la Commune de Paris par :
- Vincent Cellier (1749-1812), ex-avocat au parlement de Paris, il demeure 4 rue des Mathurins puis 9 rue des Francs-Bourgeois. Il est défenseur officieux, troisième substitut du Commissaire national près le Tribunal de Cassation.
- Pierre Dumez, né à La Ferté-sur-Ourcq en 1757, ingénieur-géographe auteur d'« Atlas National », il demeure 26 rue de la Harpe. Officier municipal, administrateur des subsistances, il est guillotiné le 11 thermidor an II (29 juillet 1794),
- Marie François Langlois, né  à Paris en 1759 ou 1760, papetier, demeurant 196 rue Saint-Jacques. Secrétaire de la section, il est guillotiné le 11 thermidor an II.

## Historique
Cette section a changé quatre fois de nom. Elle s’appela d’abord « section des Thermes-de-Julien », ensuite, à partir de septembre 1792, « section de Beaurepaire » (on la trouve parfois sous le nom de « Section régénérée de Beaurepaire »), « Section de Chalier » en février 1794, avant de reprendre son nom originel de « section des Thermes-de-Julien » en 1795.

## Territoire
Le quartier Latin actuel.

## Limites
La rue de la Boucherie, à gauche ; la rue de la Harpe, à gauche, jusqu’à la place Saint-Michel ; partie de la rue des Francs-Bourgeois, à droite ; du coin de la rue de Vaugirard à la place Saint-Michel ; la place Saint-Michel, à droite ; la rue d’Enfer, des deux côtés, jusqu’à la rue Saint-Dominique ; la rue Saint-Dominique, à gauche, jusqu’à la rue Saint-Jacques ; la rue Saint-Jacques, à gauche, de la rue Saint-Dominique au Petit-Pont ; la rue de la Huchette, des deux côtés, jusqu’à la rue de la Boucherie.

## Intérieur
Les rues Zacharie, Saint-Severin, des Prêtres, de la Parcheminerie, Boutebrie, du Foin, des Mathurins, des Maçons, de la Sorbonne, le Cloître Saint-Benoit, rue Richelieu, place de la Sorbonne, les rues des Poirées, des Cordiers, de Cluny, passage des Jacobins, rue Hyacinthe, Saint-Thomas, etc. et généralement tous les rues, culs-de-sac, places, etc., enclavés dans cette limite.

## Local
La section de Chalier se réunissait dans l’église des Mathurins qui se trouvait à l'emplacement de l'actuel no 7 de la rue de Cluny.

## Population
12 400 habitants, dont 1 135 ouvriers et 1 250 économiquement faibles. La section comprenait 2 000 citoyens actifs.

## 9 Thermidor an II
Lors de la chute de Robespierre, le 9 thermidor an II (27 juillet 1794), cette section resta fidèle à la Convention nationale, sauf deux de ses membres qui, eux, soutinrent la Commune de Paris. Ils furent guillotinés deux jours plus tard.

## Évolution
Après le regroupement par quatre des sections révolutionnaires par la loi du 19 vendémiaire an IV (11 octobre 1795) qui porte création de 12 arrondissements, la présente section est maintenue comme subdivision administrative, puis devient, par arrêté préfectoral du 10 mai 1811, le quartier de la Sorbonne (11e arrondissement de Paris).